# Gasherbrum II
Gasherbrum II (također K4) je planina na granici Pakistana i Kine u lancu Karakorumu, djelu lanca Himalaje. Jedna od ukupno četrnaest planina viših od 8000 metara, i s 8035 metara nadmorske visine, trinaesta najviša planina na svijetu. Treća najviša planina masiva Gasherbrum. 
Standardni put uspona preko sjeverozapadnog grebena uglavnom nema objektivnih opasnosti kao lavine ili led. Ekspedicije većinom traju 7 do 8 tjedana s plaćanjem penjačkih dozvola od oko 7500 američkih dolara za pet osoba. Gasherbrum II prvi je puta osvojila 8. srpnja 1956. austrijska ekspedicija u sastavu Fritz Moravec, Josef Larch i Hans Willenpart. 

## Vremenski slijed
- 1956. Prvi uspon
- 1975. Drugi uspon, kojeg je postigla francuska ekipa, za vrijeme kojeg se dogodila i prva pogibija na Gasherbrumu II. Iste godine još tri ekspedicije na vrhu, uključujući i poljsku žensku ekipu koju je predvodila Wanda Rutkiewicz.
- 1979. Šesti i sedmi uspon na Gasherbrumu II koje je postigla čileansko-njemačka ekspedicija. Čileanski uspon bio je prvi latinskoamerički uspon na vrhunac viši od 8000 metara.
- 1982. Reinhold Messner doseže vrh zajedno s Pakistancima Nazirom Sabirom i Sherom Khanom.
- 1983. Jerzy Kukuczka i Wojciech Kurtyka uspinju se novim putem, preko istočnog grebena, u alpskom stilu i bez pomoćnog kisika.
- 1984. Reinhold Messner i Hans Kammerlander prelaze Gasherbrum I i Gasherbrum II bez da se između vraćaju u bazni logor.
- 1984. Prvi spust na skijama s vrha, kojeg je postigao francuski tim CAF Besancon.
- 2005. Skijaški spustovi Norvežanina Jørgena Aamota i Šveđanina Frederika Ericssona.
- 2007. Tri Talijana, Karl Unterkircher, Daniele Bernasconi i Michele Compagnoni, uspinju se na vrh novim putem preko sjeverne strane u alpskom stilu.

## Vanjske poveznice
- peakware.com   Arhivirana inačica izvorne stranice od 5. ožujka 2016. (Wayback Machine)
- Gasherbrum II: A Journey to 26,360 Feet in the Karakoram
- Gasherbrum II-express debrief: The first German ski descent of G2; a 17 hour roundtrip